# Hjältestad
Hjältestad (ryska: город герой) var en utmärkelse som 12 sovjetiska städer fick efter andra världskriget. Städerna hade vanligtvis utstått längre belägringar av tyska trupper. Den främsta hjältestaden ansågs vara Leningrad, dagens S:t Petersburg. Den först utnämnda hjältestaden var Odessa.

## Hjältestäder
- Kertj, 1945
- Kiev, 1965
- Leningrad (numera S:t Petersburg), utnämnd 1945
- Minsk, 1974
- Moskva, 1965
- Murmansk, 1985
- Novorossijsk, 1973
- Odessa, 1945
- Sevastopol, 1945
- Smolensk, 1985
- Stalingrad (numera Volgograd), 1945
- Tula, 1976

## Hjältefort
Förutom städerna fick även den militära befästningen i Brest utmärkelsen "hjälte-fort" 1965.